# Dipodillus lowei
Il dipodillo di Lowe (Dipodillus lowei) è una specie di gerbillo endemica del Jebel Marra (Sudan).
Si presume che gli esemplari viventi di questa specie siano meno di 250 in natura: mancano tuttavia dati che possano confermare queste stime.